# Хајланд Бич (Мериленд)
Хајланд Бич (енгл. Highland Beach) град је у америчкој савезној држави Мериленд.

## Демографија
По попису из 2010. године број становника је 96, што је 13 (-11,9%) становника мање него 2000. године.
| Група             | 2000.      | 2010.      |
| Белци             | 57 (52,3%) | 19 (19,8%) |
| Афроамериканци    | 43 (39,4%) | 68 (70,8%) |
| Азијати           | 0 (0,0%)   | 1 (1,0%)   |
| Хиспаноамериканци | 0 (0,0%)   | 5 (5,2%)   |
| Укупно            | 109        | 96         |